# Estación de Mercat Nou
Mercat Nou es una estación de la L1 del Metro de Barcelona situada en el distrito de Sants-Montjuíc de Barcelona. Durante los años 2008 y 2009 la estación se quedó cerrada para construir una ampliación, la estación ha sido remodelada completamente y ahora esta cubierta, reabrió al público el 30 de junio de 2009.
La antigua estación al aire libre fue inaugurada en el 1926 con el nombre de Mercado Nuevo como parte de el primer tramo puesto en servicio del Ferrocarril Metropolitano Transversal. Este nombre viene de la denominación de unos huertos cercanos llamados 'hort nou' que pasaron a llamarse popularmente 'Mercat Nou' con la ubicación del Mercado de Sants en el siglo XIX. Posteriormente en 1982 con la reorganización de los números de líneas y cambios de nombre de estaciones adoptó el nombre actual.
| << cabecera           | < estación    | línea | estación >     | cabecera >> |
| --------------------- | ------------- | ----- | -------------- | ----------- |
| Metro                 |               |       |                |             |
| Hospital de Bellvitge | Santa Eulàlia |       | Plaça de Sants | Fondo       |